# Grundsteuer (Österreich)
Die Grundsteuer ist in Österreich eine Steuer auf das Eigentum an Grundstücken und deren Bebauung und somit eine Substanzsteuer. Sie ist bundeseinheitlich geregelt und der Steuerbetrag wird von Bundesbehörden ermittelt, sie wird aber von den Gemeinden eingehoben und ist daher wichtig für die Gemeindefinanzierung. Dabei wird zwischen einer Grundsteuer A für land- und forstwirtschaftlichen Grundbesitz und einer Grundsteuer B für sonstigen Grundbesitz unterschieden.

## Regelung der Grundsteuer

### Zuständigkeit und gesetzliche Grundlage
Die Grundsteuer ist durch das Grundsteuergesetz (GrStG) von 1955 bundeseinheitlich geregelt. Der Steuerbetrag (Grundsteuermessbetrag) wird von den Finanzämtern aus dem Einheitswert des jeweiligen Grundbesitzes (wirtschaftliche Einheit) und dem anzuwendenden Steuersatz (Steuermeßzahl) errechnet. Die Grundsteuer wird aber von den Gemeinden eingehoben, denen der Ertrag dieser Steuer auch zur Gänze zukommt.

### Steuersatz
Der Steuersatz (Steuermeßzahl) beträgt 0,2 % pro Jahr, wobei ermäßigte Tarife auf geringen Grundbesitz und speziell auf zu Wohnzwecken verwendeten Grundbesitz angewendet werden. Bei Einfamilienhäusern werden die ersten 3.650 Euro nur mit 0,05 % und die nächsten 7.300 Euro mit 0,1 % belastet, bei anderen (auch) für Wohnzwecke genutzten Grundstücken die ersten 3.650 Euro mit 0,1 % und die nächsten 3.650 Euro mit 0,15 %, bei land- und forstwirtschaftlichen Betrieben die ersten 3.650 Euro mit 0,16 % und schließlich bei allen anderen Grundstücken die ersten 3.650 Euro mit 0,1 %.

### Hebesatz
Die Gemeinden sind nach dem Finanzausgleichsgesetz ermächtigt, bei der Steuerfestsetzung einen gemeindespezifischen Hebesatz von bis zu 500 Prozent des Grundsteuermessbetrages anzuwenden.

### Einhebung
Die Einhebung erfolgt durch die Gemeinden. Übersteigt die Steuer einen Betrag von 75 Euro, ist sie in vier Raten abzuführen.

### Befreiung
Von der Grundsteuer befreit sind öffentliche Grundstücke und Verkehrsflächen sowie das Eigentum karitativer Organisationen, von Schulen, Krankenhäusern, Sportvereinen und gesetzlich anerkannten Religionsgemeinschaften.

### Abgabenregelung
Der Verkäufer des Grundstücks haftet so lange für die Zahlung der Grundsteuer, bis ein neuer Einheitswert des Grundstücks bestimmt wurde. Erst nachdem der Bescheid über einen neuen Einheitswert ergangen ist, haftet der Käufer für die Grundsteuer.

## Aktuelle Reformdebatte
In der politischen Diskussion um Vermögensbesteuerung in Österreich, die durch die steigende Staatsverschuldung im Gefolge der Rettungsmaßnahmen während der Finanzkrise von 2008/09 ausgelöst wurde, wurde immer wieder auch eine Reform der Grundsteuer angeregt, zumindest eine Annäherung der Bemessungsgrundlage an den tatsächlichen Verkehrswert (da der Einheitswert für die meisten Grundstücke seit 1973 nicht valorisiert wurde, liegt er mittlerweile sehr weit unter dem Verkehrswert der Grundstücke). Dies wäre zwar weniger ertragreich als eine allgemeine Vermögensbesteuerung, würde aber sowohl unmittelbar die Gemeindefinanzen verbessern wie auch leichter administrierbar sein, als eine Besteuerung von Finanzvermögen und anderen mobilen Vermögenswerten.